# Prezydenci Kiribati
Prezydent Kiribati jest głową państwa oraz szefem rządu. Wybierany jest w wyborach powszechnych spośród kandydatów zgłoszonych przez parlament, jego kadencja trwa cztery lata. Dany polityk może być prezydentem maksymalnie przez trzy kadencje.

## Prezydenci Kiribati
| Osoba | Osoba   | Osoba                              | Kadencja            | Kadencja            | Partia polityczna         |
| #     | Portret | Imię i nazwisko                    | Od                  | Do                  | Partia polityczna         |
| ----- | ------- | ---------------------------------- | ------------------- | ------------------- | ------------------------- |
| 1     |         | Ieremia Tabai (1950–)              | 12 lipca 1979       | 10 grudnia 1982     | Narodowa Partia Postępowa |
| -     |         | Rota Onorio (1919–2004) tymczasowo | 10 grudnia 1982     | 18 lutego 1983      | bezpartyjny               |
| (1)   |         | Ieremia Tabai (1950–)              | 18 lutego 1983      | 4 lipca 1991        | Narodowa Partia Postępowa |
| 2     |         | Teatao Teannaki (1936–2016)        | 4 lipca 1991        | 24 maja 1994        | Narodowa Partia Postępowa |
| -     |         | Tekiree Tamuera (1940–) tymczasowo | 24 maja 1994        | 28 maja 1994        | bezpartyjny               |
| -     |         | Ata Teaotai tymczasowo             | 28 maja 1994        | 1 października 1994 | bezpartyjny               |
| 3     |         | Teburoro Tito (1953–)              | 1 października 1994 | 28 marca 2003       | Protect the Maneaba       |
| -     |         | Tion Otang tymczasowo              | 28 marca 2003       | 10 lipca 2003       | bezpartyjny               |
| 4     |         | Anote Tong (1952–)                 | 10 lipca 2003       | 11 marca 2016       | Pillars of Truth          |
| 5     |         | Taneti Maamau (1960–)              | 11 marca 2016       | nadal urzęduje      | Tobwaan Kiribati Party    |